# Montlivault
Montlivault és un municipi francès, situat al departament del Loir i Cher i a la regió de Centre – Vall del Loira. L'any 2007 tenia 1.321 habitants.

## Demografia

### Població
El 2007 la població de fet de Montlivault era de 1.321 persones. Hi havia 534 famílies, de les quals 114 eren unipersonals (59 homes vivint sols i 55 dones vivint soles), 194 parelles sense fills, 202 parelles amb fills i 24 famílies monoparentals amb fills.
La població ha evolucionat segons el següent gràfic:
Habitants censats

### Habitatges
El 2007 hi havia 579 habitatges, 533 eren l'habitatge principal de la família, 25 eren segones residències i 21 estaven desocupats. 571 eren cases i 7 eren apartaments. Dels 533 habitatges principals, 464 estaven ocupats pels seus propietaris, 61 estaven llogats i ocupats pels llogaters i 7 estaven cedits a títol gratuït; 2 tenien una cambra, 27 en tenien dues, 81 en tenien tres, 137 en tenien quatre i 286 en tenien cinc o més. 438 habitatges disposaven pel capbaix d'una plaça de pàrquing. A 199 habitatges hi havia un automòbil i a 287 n'hi havia dos o més.

### Piràmide de població
La piràmide de població per edats i sexe el 2009 era:
| Homes | Edats   | Dones |
| ----- | ------- | ----- |
| 0     | 95 o +  | 0     |
| 0     | 90 a 94 | 0     |
| 8     | 85 a 89 | 20    |
| 4     | 80 a 84 | 16    |
| 28    | 75 a 79 | 32    |
| 36    | 70 a 74 | 44    |
| 16    | 65 a 69 | 20    |
| 20    | 60 a 64 | 20    |
| 24    | 55 a 59 | 20    |
| 76    | 50 a 54 | 56    |
| 56    | 45 a 49 | 80    |
| 44    | 40 a 44 | 56    |
| 48    | 35 a 39 | 28    |
| 20    | 30 a 34 | 24    |
| 20    | 25 a 29 | 24    |
| 44    | 20 a 24 | 40    |
| 36    | 15 a 19 | 60    |
| 48    | 10 a 14 | 28    |
| 28    | 5 a 9   | 20    |
| 16    | 0 a 4   | 36    |

## Economia
El 2007 la població en edat de treballar era de 856 persones, 686 eren actives i 170 eren inactives. De les 686 persones actives 631 estaven ocupades (330 homes i 301 dones) i 55 estaven aturades (29 homes i 26 dones). De les 170 persones inactives 71 estaven jubilades, 52 estaven estudiant i 47 estaven classificades com a «altres inactius».

### Ingressos
El 2009 a Montlivault hi havia 550 unitats fiscals que integraven 1.372,5 persones, la mediana anual d'ingressos fiscals per persona era de 20.009 €.

### Activitats econòmiques
Dels 43 establiments que hi havia el 2007, 2 eren d'empreses alimentàries, 1 d'una empresa de fabricació d'altres productes industrials, 9 d'empreses de construcció, 10 d'empreses de comerç i reparació d'automòbils, 5 d'empreses de transport, 4 d'empreses d'hostatgeria i restauració, 1 d'una empresa financera, 2 d'empreses immobiliàries, 2 d'empreses de serveis, 2 d'entitats de l'administració pública i 5 d'empreses classificades com a «altres activitats de serveis».
Dels 11 establiments de servei als particulars que hi havia el 2009, 1 era una oficina de correu, 1 taller de reparació d'automòbils i de material agrícola, 4 paletes, 1 guixaire pintor, 1 lampisteria, 1 electricista, 1 perruqueria i 1 restaurant.
Dels 4 establiments comercials que hi havia el 2009, 1 era una botiga de més de 120 m², 1 una botiga de menys de 120 m² i 2 carnisseries.
L'any 2000 a Montlivault hi havia 23 explotacions agrícoles que ocupaven un total de 737 hectàrees.

## Equipaments sanitaris i escolars
L'únic equipament sanitari que hi havia el 2009 era una farmàcia.
El 2009 hi havia 1 escola maternal i 1 escola elemental.

## Poblacions més properes
El següent diagrama mostra les poblacions més properes.